# Британско-греческие отношения
Британско-греческие отношения — двусторонние дипломатические отношения между Великобританией и Грецией. Страны были союзниками во время Первой и Второй мировых войн, Греция также получила военную и финансовую помощь от Великобритании во время Войны за независимость. Страны в настоящее время поддерживают отношения через посольство Великобритании в Афинах и генеральное консульство в Салониках, а также посольство Греции в Лондоне и почетные консульства Греции в Белфасте, Эдинбурге, Глазго, Лидсе и Гибралтаре.
Отношения между странами в официальных оценках характеризуются как «прекрасные и крепкие». Премьер-министр Великобритании Дэвид Кэмерон находился с официальным визитом в Афинах в 2011 году. Государства являются членами Организации Объединенных Наций, НАТО и Совета Европы.

## История
Великобритания поддержала Грецию в Войне за независимость от Османской империи в 1820-х годах, когда на Лондонской конференции 1832 года был ратифицирован Константинопольский договор. В 1850 году министр иностранных дел Великобритании Генри Джон Темпл Палмерстон направил в Грецию эскадру Королевского флота из-за инцидента с Пацифико.
Когда король Греции Оттон I был свергнут в 1862 году, сын королевы Виктории Альфред Саксен-Кобург-Готский, был избран на референдуме его преемником. Однако, правительство Великобритании не допустило этого. Муж британской королевы Елизаветы II принц Филипп был внуком короля Греции Георга I.
Великобритания захватила контроль над Ионическими островами у наполеоновской Франции в 1815 году. Как Ионическая республика, они оставались под британским контролем даже после обретения Грецией независимости. Однако, в 1864 году Великобритания согласилась передать эти острова Греции в качестве подарка для возведения на престол Георга I.
Эти страны были союзниками во время Первой мировой войны. Великобритания была единственной союзной державой, которая поддерживала Грецию во время Второй греко-турецкой войны. Государства были союзниками и во время Второй мировой войны. Однако затем отношения между Великобританией и Грецией были обострены из-за Кипрского конфликта.
В 2000 году Стивен Сондерс, британский военный атташе в Афинах, был убит боевиками на мотоциклах, которые являлись членами Революционной организации 17 ноября. Последовавшее за этим расследование привело к беспрецедентному уровню сотрудничества между греческими и британскими полицейскими службами, которые после длительного расследования добились ареста членов этой организации, и они затем предстали перед судом.
В марте 2000 года на острове Идра состоялась конференция с целью обсуждения вопросов дальнейшего укрепления дружбы между Великобританией и Грецией. Во время обсуждения во время конференции стороны подчеркнули экономический аспект этих отношений и пути увеличения торговли между странами.

## Дипломатические представительства
У Греции есть посольство в Лондоне и почетные консульства в Белфасте, Бирмингеме, Эдинбурге, Гибралтаре, Глазго и Лидсе. Великобритания имеет посольство в Афинах и почетное вице-консульство в Патрах и Салониках, а также почетные консульства на Крите, Корфу, Родосе и Закинфе.

## Культурное сотрудничество
В Великобритании постоянно проживают от 40 до 45 тысяч греков, и греческое православие имеет сильное присутствие в Фиатирской архиепископии. Культурное присутствие Великобритании в Греции продвигается в основном через Британский совет. Греческие студенты, обучающиеся в высших учебных заведениях Великобритании, составляют значительную долю греков в этой стране. Большая кипрская община, насчитывающая 250—300 тысяч человек, существует Национальная федерация киприотов и Ассоциации греческих православных общин Великобритании. Существует около 20 греческих культурных, благотворительных и профессиональных организаций. В университетах Кембриджа, Оксфорда, Восточной Англии, Ройал Холлоуэй, Бирмингема, Королевского колледжа и Лондонской школы экономики есть семь кафедр греческого и византийского исследований, а также два центра греческих исследований в университетах Бристоля и Рединга.

## Мраморы Элгина
Источником напряжённости между Великобританией и Грецией является спор о праве собственности на мраморы Элгина, коллекцию классических греческих мраморных скульптур, надписей и архитектурных элементов, которые первоначально были частью храма Парфенона и других зданий на Афинском Акрополе. Томас Брюс, 7-й граф Элгин, как утверждается, получил письменное разрешение от османского султана на вывоз мрамора в период с 1801 по 1812 год и транспортировку его морем в Великобританию. В Великобритании приобретение коллекции встретило разные мнения: кто-то поддержал, в то время как другие сравнивали эти действия с вандализмом.
В настоящее время мрамор хранится в коллекции Британского музея. После обретения независимости от Османской империи Греция начала крупные проекты по реставрации памятников страны и выразила свое неодобрение действиям по удалению мрамора Элгина с Акрополя и Парфенона, который считается одним из мировых величайших культурных памятников, и оспаривает последующую покупку британским правительством и призывает вернуть мрамор в Грецию.
Спор обострился особенно в 1980-х годах правительством Андреаса Папандреу и министра культуры Мелины Меркури. В 2014 году ЮНЕСКО согласилась выступить посредником между Грецией и Великобританией в разрешении спора о мраморе Элгина.

## Галерея

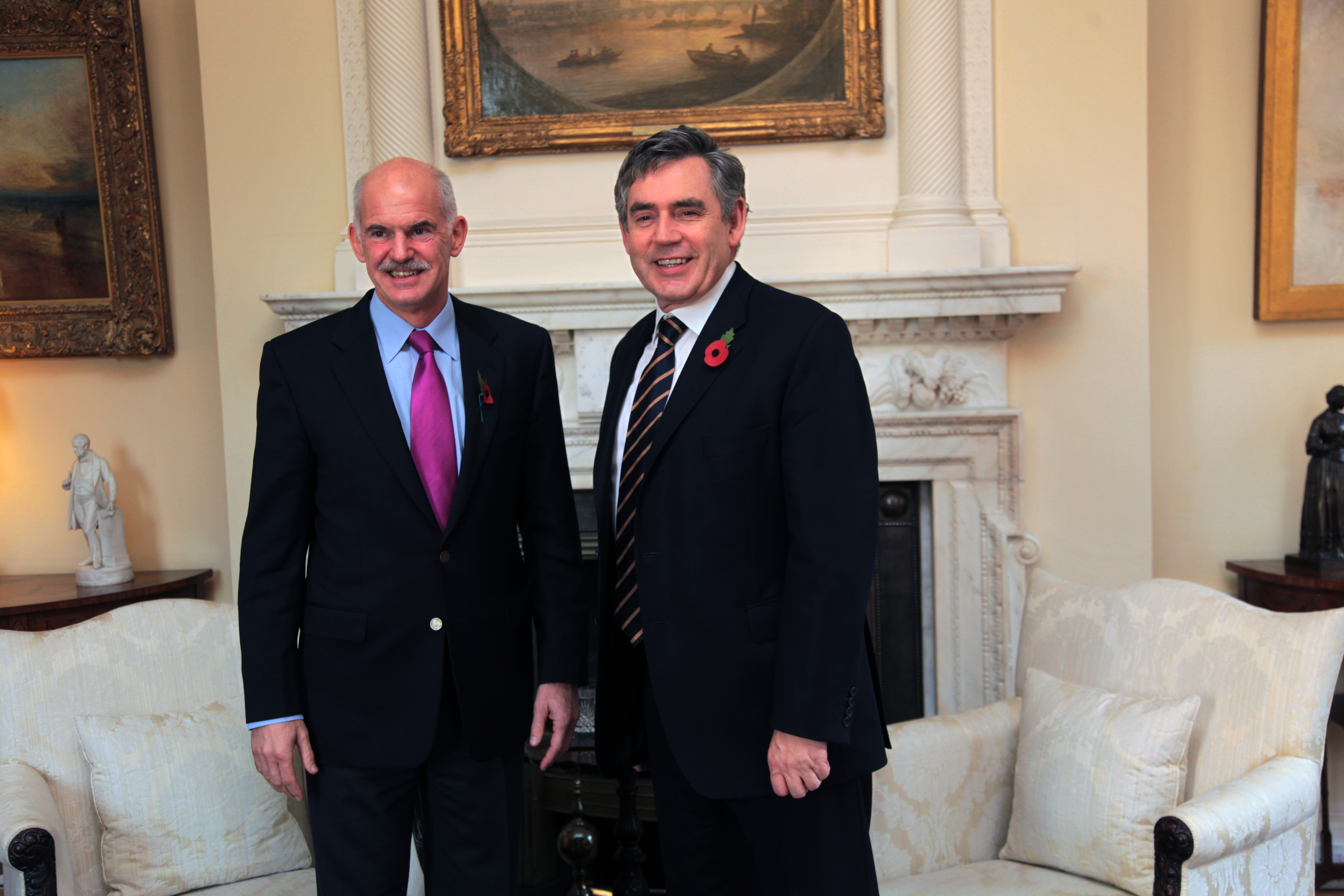
Гордон Браун с Георгиосом Папандреу во время его визита в Афины в октябре 2009 года
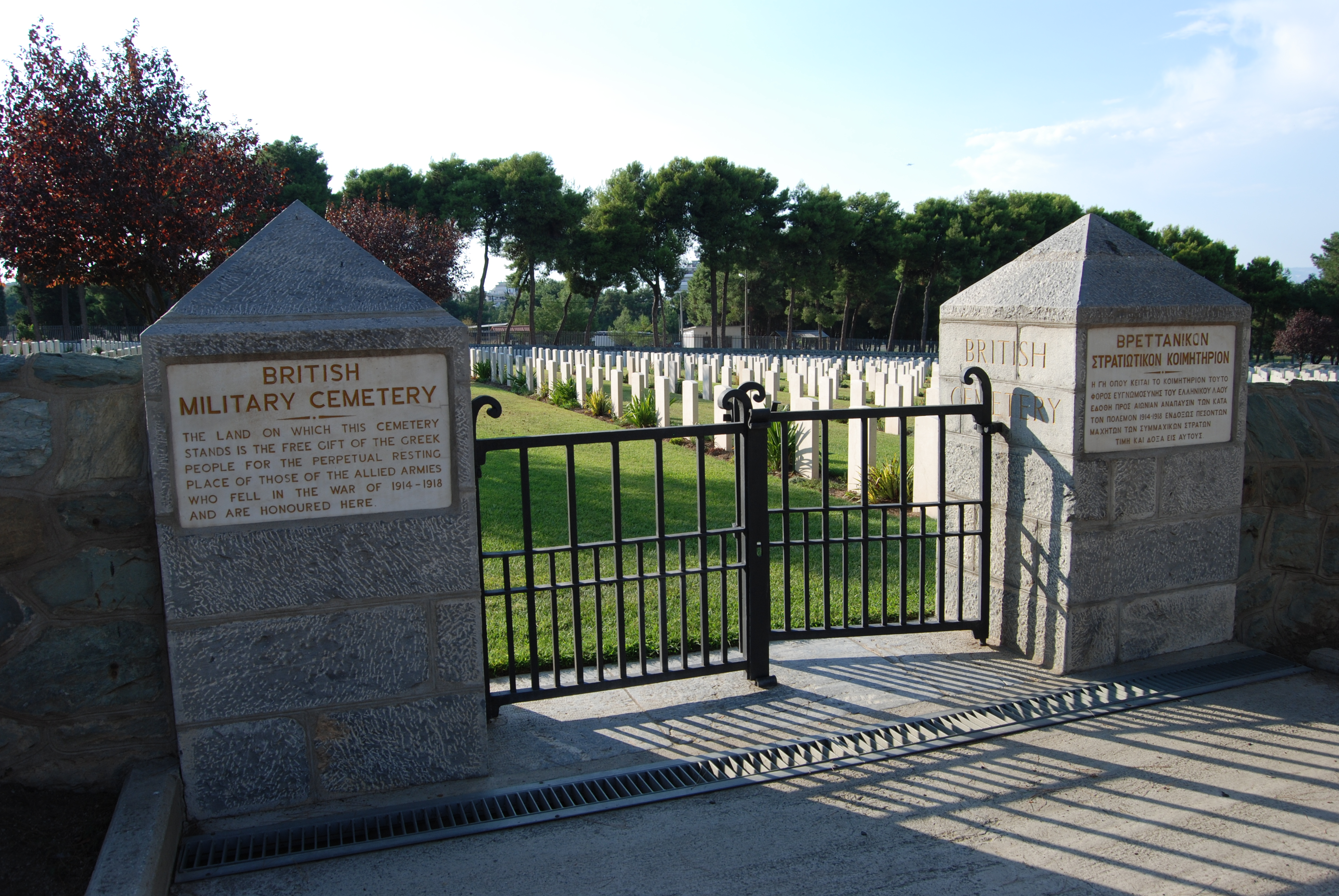
Британское кладбище Микра времён Первой мировой войны в Салониках
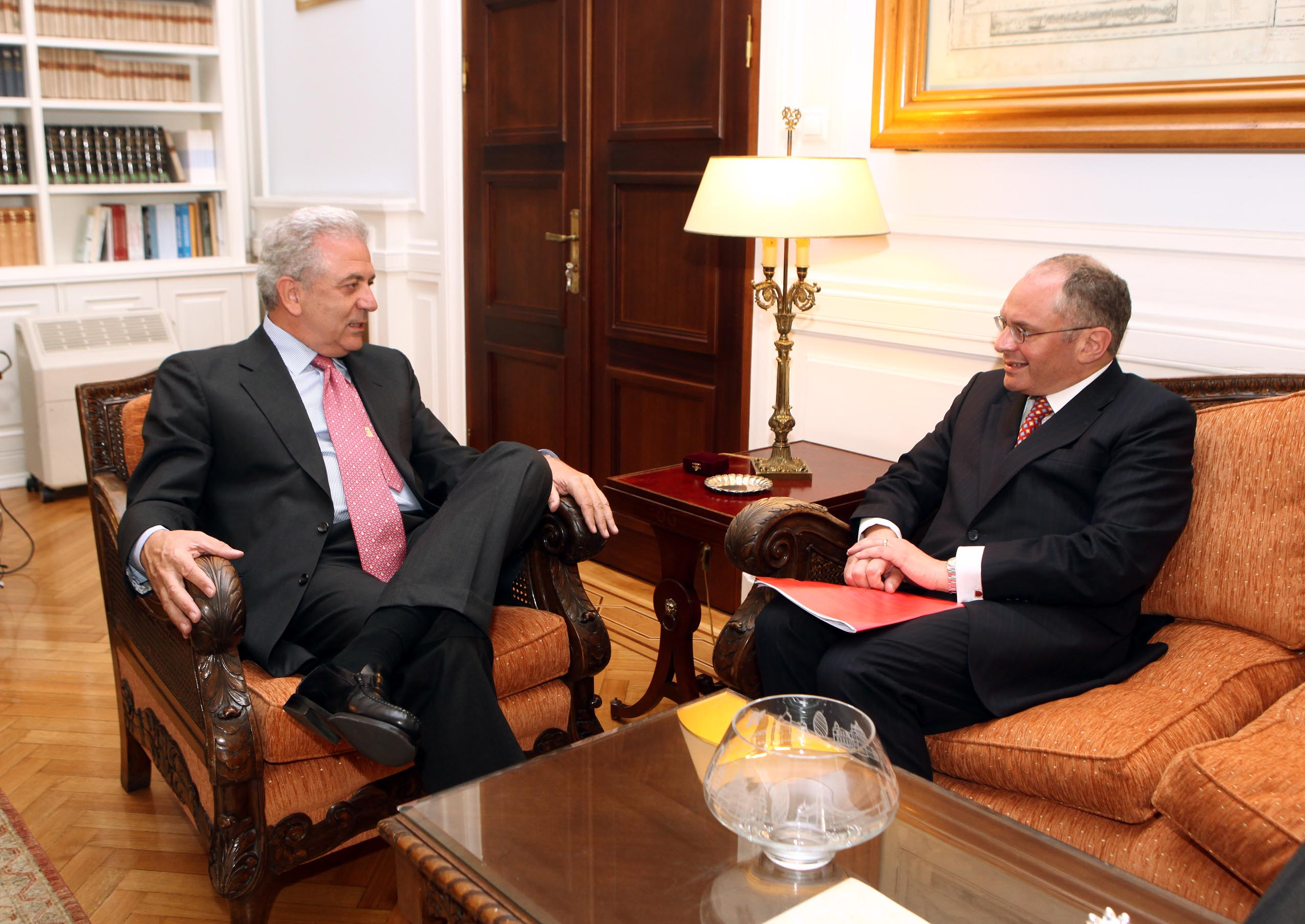
Встреча министра иностранных дел Греции Димитриса Аврамопулоса (слева) с послом Великобритании Дэвидом Ландсманом в Афинах в июле 2012 года
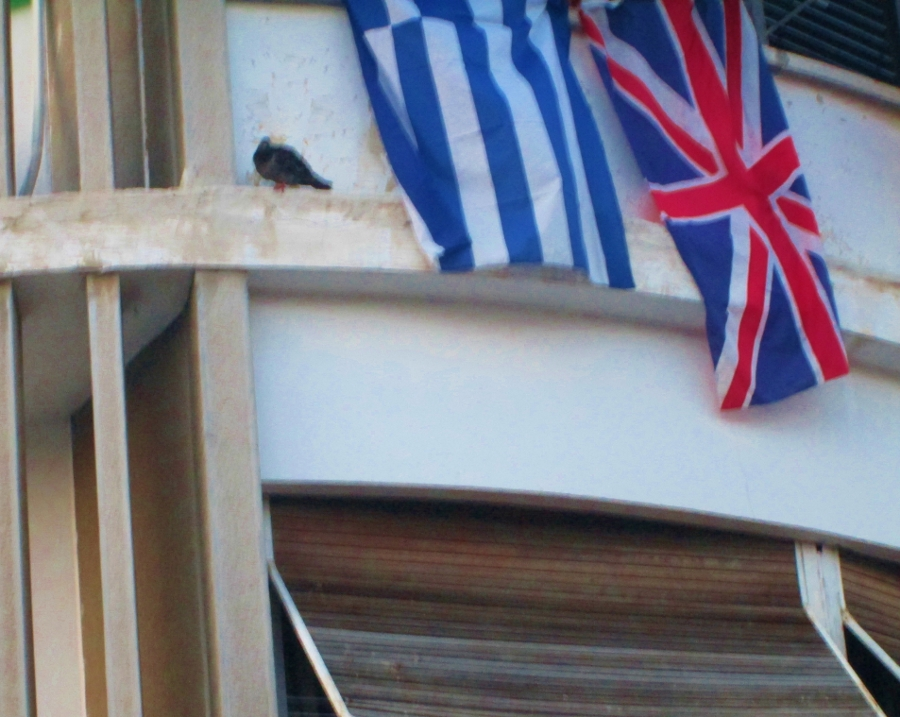
Греческий и британский флаги развеваются из окна в Афинах
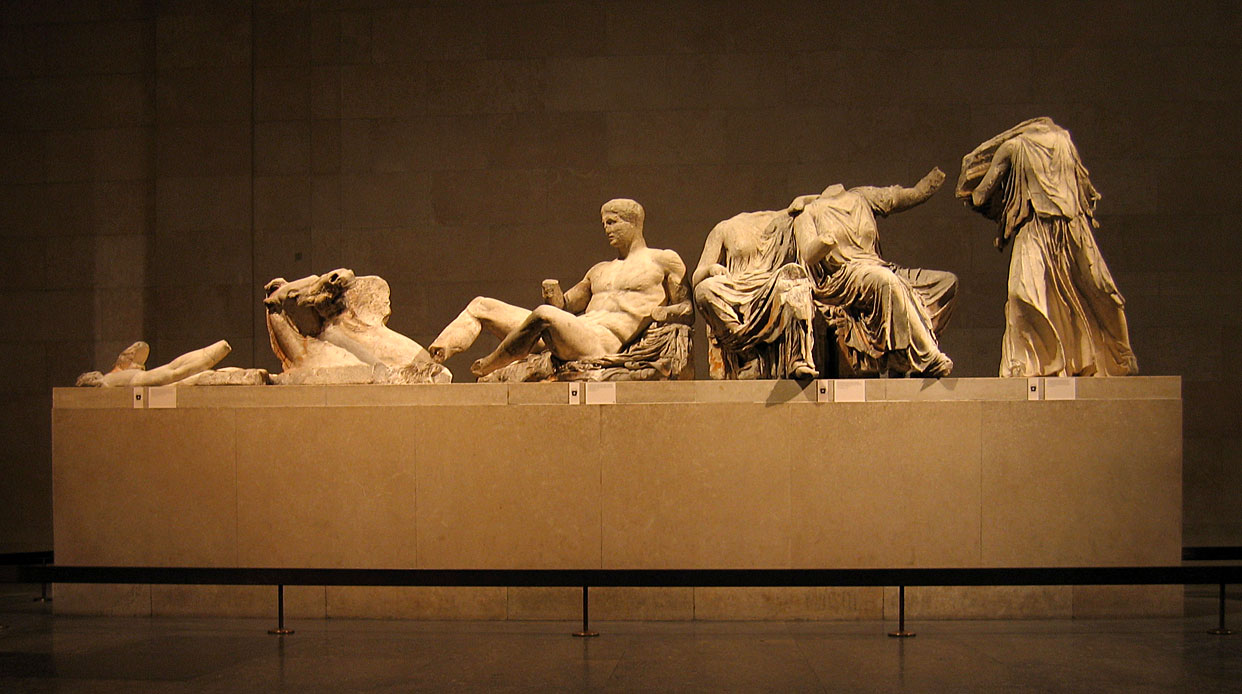
Мраморы Элгина, хранящиеся в Британском музее, являются источником напряжённости между Грецией и Великобританией